# Family: Ties of Blood
Family: Ties of Blood – bollywoodzki thriller i dramat rodzinny z 2006 roku wyreżyserowany przez Rajkumara Santoshiego, autora The Legend of Bhagat Singh i Lajja. W głównej roli Amitabh Bachchan, w drugoplanowych Akshay Kumar, Bhoomika Chawla, Sushant Singh i Aryeman Ramsey.

## Fabuła
W mumbajskiej dyskotece dochodzi do makabrycznego pobicia. Pobity należy do rodziny gangsterskiej, więc Abhay Sahai (Sushant Singh), sprawca pobicia ratuje się ucieczką z kraju. Chroni się w Bangkoku u swojego ojca, też gangstera. Viren Sahai (Amitabh Bachchan) jest człowiekiem, który lubi słyszeć drżący głos, jakim ludzie wymawiają jego imię. Nikomu nie pozwoli tknąć swego syna. Napięcie narasta. W wojnie gangów giną przypadkowi ludzie. Wśród nich jest świeżo poślubiony, promieniejący radością Shikhar Bhatia (Akshay Kumar). Jego brat Aryan poprzysięga gangsterom zemstę. Chce, aby wielki gangster Viren Sahai, który zapomniał, co to strach, poczuł na własnej skórze, jak to boli, gdy ktoś ukochany nagle przed czasem umiera. Aryan porywa wszystkich bliskich gangstera: żonę, syna z synową, córkę i wnuka. To porwanie ma wstrząsnąć Virenem Sahai, przerazić go, zmusić do bezsilnego strachu o bliskich, do wczucia się w los tych, których dotychczas beztrosko krzywdził, do skruchy.

## Obsada
- Amitabh Bachchan – Viren Sahai
- Akshay Kumar – Shekhar Bhatia
- Bhoomika Chawla – dr Kavita
- Aryeman Ramsay – Aryan Bhatia, brat Shekhara
- Shernaz Patel – Sharda Sahai
- Sushant Singh – Abhay Sahai, syn Virena
- Kader Khan – Khan
- Raza Murad
- Gulshan Grover
- Viju Khote

## Muzyka i piosenki
1. Ho Life Mein
2. Pyar Bina Zindagi
3. Masti Mein (Qatra Qatra)
4. Janam Janam
5. Jeene Do
6. Chandan Ka Palna